# Жестокий принц
«Жестокий принц» (англ. The Cruel Prince) — серия романов, написанная американской писательницей Холли Блэк, которая более известна по таким произведениям как «Спайдервик. Хроники» и «Зачарованная». Серия романов представляет из себя трилогию. В неё входят такие книги как «Жестокий принц», «Злой король» (англ. The Wicked King) и «Королева ничего» (англ. The Queen of Nothing).
События книг разворачиваются в волшебной стране под названием Фейриленд (англ. Elfhame), в которой проживают существа, называемые фейри. Главной героиней книг является обычная девушка по имени Джуд Дуарте, родившаяся в мире людей и имеющая двух сестёр, сестру близняшку Тарин Дуарте и старшую сестру Вивьен. Старшая сестра является наполовину фейри, наполовину человеком, поэтому девушки и оказываются в магическом мире, когда ещё в детстве их забирает родной отец Вивьен к себе в поместье и выращивая всех троих дочерей.

## Персонажи книги
- Джуд Дуарте
- Тарин Дуарте
- Вивьен
- Кардан Гринбрайер
- Оук
- Локк
- Никасия
- Ориана
- Мадок
- Балекин
- Даин
- Валериан

## Книги трилогии
1. «Жестокий принц» (англ. The Cruel Prince)
2. «Злой король» (англ. The Wicked King)
3. «Королева ничего» (англ. The Queen of Nothing)

## Номинации

### Лауреат
- Премия Инки / Inky Awards, 2019
- Немецкая фантастическая премия / Deutscher Phantastik Preis, 2019
- Goodreads Choice Award, 2020 // Фэнтези и научная фантастика для подростков

### Номинации на премии
- Гудридс / The Goodreads Choice Awards, 2018 // Подростковые фэнтези и научная фантастика
- Хьюго / Hugo Award, 2019 // Премия «Путеводная звезда» за книгу для подростков
- BooktubeSFF Awards, 2019 // Для старшего школьного возраста Архивная копия от 1 марта 2021 на Wayback Machine
- Локус / Locus Award, 2019 // Подростковый роман